# Sertralina
La sertralina è un farmaco antidepressivo appartenente alla classe degli inibitori selettivi della ricaptazione della serotonina (SSRI) prescritto per il trattamento della depressione maggiore, del disturbo ossessivo-compulsivo e dei disturbi d'ansia nei pazienti adulti e adolescenti. Negli ultimi anni questa molecola è stata approvata anche nel trattamento del disturbo post traumatico da stress (seppur con modesti effetti) ed è inoltre comunemente utilizzata nel trattamento di altri disturbi anche non prettamente psichiatrici come sindrome premestruale e la dismorfofobia.
Il principio attivo, formulato e somministrato come sertralina cloridrato, fu introdotto nel mercato da Pfizer nel 1991 con i nomi commerciali di Zoloft e Lustral.

## Storia
La storia della sertralina risale all'inizio degli anni '70 quando il chimico della Pfizer Reinhard Sarges sintetizzò un inibitore della ricaptazione della norepinefrina, la tametralina - il cui sviluppo fu presto interrotto a causa degli effetti stimolanti indesiderati osservati negli animali.
Diversi anni dopo, il biochimico Kenneth Koe e il chimico Willard Welch ripresero gli studi sintetizzando alcuni derivati della tametralina e testandone in vitro l'efficacia come inibitore della ricaptazione della serotonina. Tra questi composti fu selezionato il lead più promettente, dal cui ulteriore sviluppo derivò infine la sertralina.
La sertralina è stata approvata dalla Food and Drug Administration  nel 1991 sulla base delle raccomandazioni del comitato consultivo sugli psicofarmaci. Il comitato ha raggiunto il consenso sul fatto che la sertralina è sicura ed efficace per il trattamento della depressione maggiore. Durante la discussione, Paul Leber, direttore della divisione FDA dei neurofarmaci, ha osservato che si è trattato di una "decisione difficile" poiché l'effetto del trattamento sui pazienti ambulatoriali con depressione è "da modesto a minimo". Altri esperti hanno sottolineato che l'effetto del farmaco sui pazienti ricoverati non è stato diverso dal placebo e hanno criticato la cattiva progettazione degli studi da parte del produttore del farmaco Pfizer. Ad esempio, secondo un'analisi globale dei dati è risultato che circa il 40% dei partecipanti ha abbandonato gli studi clinici per vari motivi.
Fino al 2003, la sertralina era approvata solo per l'uso negli adulti di età pari o superiore a 18 anni; quell'anno è stato approvato dalla FDA per l'uso nel trattamento di bambini dai 6 ai 17 anni con disturbo ossessivo compulsivo (DOC). Il brevetto per il marchio Zoloft della sertralina è scaduto nel 2006 e il farmaco è ora disponibile in forma generica.

## Utilizzi
La Sertralina è indicata negli adulti per il trattamento ambulatoriale ed ospedaliero di diversi disturbi psichiatrici a carattere sia depressivo che ansioso, tra cui: il disturbo depressivo, il disturbo ossessivo-compulsivo (DOC), il disturbo di panico (DAP), il disturbo di ansia sociale ed il disturbo da stress post-traumatico (PTSD).
Nei bambini dai 6 ai 17 anni è indicata per il trattamento farmacologico del disturbo ossessivo-compulsivo.
L'intervallo posologico è tra 25 mg/die e 200 mg/die, sebbene più comunemente, il dosaggio iniziale, come quello di mantenimento, sia compreso tra i 50 ed i 100 mg/die. Nei bambini, nei pazienti più sensibili agli effetti dei farmaci e nel Disturbo da Attacchi di Panico, la dose iniziale consigliata non dovrebbe superare i 25 mg/die. Il profilo di efficacia e sicurezza della sertralina è simile a quello degli altri inibitori selettivi della ricaptazione della serotonina, rispetto ai quali mostra differenze significative essenzialmente solo nell'incidenza di alcuni effetti collaterali.
L'effetto terapeutico completo si manifesta generalmente in 2-4 settimane dall'inizio della terapia, di più (fino a 10-12 settimane) nei disturbi ossessivo-compulsivi.

## Effetti collaterali
Nella grande maggioranza dei casi gli effetti collaterali sono di lieve entità e rientrano nell'ambito di cefalea, dei disturbi gastrointestinali (nausea, disturbi dell'appetito, diarrea), insonnia o sonnolenza, astenia, ansia e nervosismo e disfunzioni sessuali (come diminuzione della libido, ritardo dell'eiaculazione e mancanza di orgasmo).
Sono in genere autolimitanti, cioè tendono a presentarsi nei primi giorni di assunzione per poi diminuire nel corso delle prime settimane di trattamento; gli effetti collaterali sulla sfera sessuale tendono invece a comparire nel corso delle prime settimane di trattamento e a persistere nel corso dell'assunzione. Può accadere che alcuni effetti indesiderati, in particolare le disfunzioni sessuali, persistano per un tempo indefinito (anche anni) dopo la sospensione del trattamento, dando origine alla sindrome post-trattamento.
Dopo la fluoxetina, la sertralina sembra essere, tra tutti gli SSRI, quello più attivante cioè il maggiormente associato ad effetti collaterali come insonnia, ansia e nervosismo. Inoltre la sertralina sembra essere l'SSRI che più frequentemente genera effetti collaterali di tipo psichiatrico e diarrea.
Nel 2004 la FDA allerta per il rischio di un aumento di ideazioni suicide per un peggioramento del comportamento, soprattutto negli adolescenti in terapia con gli SSRIs. Un'analisi condotta dalla FDA mostrò però una variazione statisticamente insignificante di aumento della percentuale di suicidio negli adulti trattati con sertralina..
Come altri farmaci di questa classe, la sertralina è associata ad un incremento dose dipendente dell'intervallo QT per cui non dovrebbe essere usato nei pazienti che già presentano questa patologia o in quelli che assumono contemporaneamente altri farmaci in grado di generare questo effetto collaterale. Una valutazione ECG e del livello di elettroliti può essere richiesta, specie nei pazienti anziani.
La sertralina non sembra causare incrementi significativi di peso (1 kg in media nel corso di 30 settimane).

### Sindrome da sospensione
In caso di interruzione dell'assunzione, per cessazione del trattamento o passaggio ad altro SSRI, può verificarsi la sindrome da sospensione caratterizzata da diversi sintomi quali vertigini, astenia, sensazione di scossa alla testa (brain-zaps), sintomi simil influenzali ma anche sintomi che ricalcano la malattia trattata, quali ansia, agitazione, insonnia. Tali sintomi sono di norma lievi e autolimitanti e possono essere ridotti con una sospensione graduale del farmaco, tuttavia sono stati descritti casi di sintomi da sospensione persistenti per mesi.

## Avvertenze
Interruzione del trattamento/sindrome da astinenza: la sospensione del trattamento con sertralina deve avvenire gradualmente per ridurre il rischio di sindrome da astinenza (nausea, capogiri, cefalea, vomito, dolori muscolari, acatisia, disturbi del sonno). Nella maggior parte dei pazienti i sintomi di astinenza si risolvono in 2-3 settimane, ma in un numero limitato di pazienti si sono protratti per un periodo maggiore (2-3 mesi). I sintomi da astinenza da sertralina si possono verificare, oltre che al termine del trattamento, alla variazione del dosaggio, al passaggio da un antidepressivo ad un altro oppure quando la dose non viene assunta. Non interrompere mai bruscamente la terapia con sertralina quando compaiono i sintomi d'astinenza. Nel database francese delle segnalazioni spontanee per le reazioni avverse ai farmaci, dall'introduzione in commercio degli inibitori selettivi della ricaptazione della serotonina (SSRI) fino al 2000, è emerso che la sertralina è stata quella meno segnalata (1 segnalazione) per sindrome da astinenza (la più segnalata è stata la paroxetina, 29 segnalazioni).
Suicidio/ideazione di suicidio in pazienti pediatrici: gli inibitori selettivi della ricaptazione della serotonina (SSRI) non sono registrati per il trattamento della depressione nei pazienti pediatrici. Per sertralina, paroxetina e venlafaxina non ci sono prove di efficacia nel trattamento della depressione nei bambini. L'uso degli SSRI, in questa classe di pazienti, è stata associata ad un aumento di comportamento suicida (ideazione di suicidio, tentativo di suicidio, autolesionismo) rispetto al placebo (in particolare per paroxetina e venlafaxina; per la fluvoxamina non sono noti gli effetti dovuti all'esposizione in gravidanza agli SSRI sullo sviluppo neurocomportamentale dei bambini tuttavia ci sono evidenze di aumentato rischio di autismo e aumentata probabilità di depressione in età adolescenziale. I dati di letteratura sono scarsi). La depressione è una patologia rara nel bambino (prevalenza 0,5%), aumenta nell'adolescenza (prevalenza 3%) ed è associata ad un rischio suicidario importante.
Depressione e cardiopatia: sulla base degli studi clinici disponibili, gli inibitori della ricaptazione della serotonina (SSRI) risultano possedere minimi effetti avversi cardiaci e rappresentano quindi un'opzione terapeutica valida nel trattamento della depressione nei pazienti cardiopatici. In questi pazienti un rischio indiretto dovuto all'uso di SSRI potrebbe derivare dall'iponatriemia associata a questa classe di antidepressivi. Fra gli SSRI, il NICE (National Institute for Health and Clinical Excellence) raccomanda l'uso della sertralina.
Diabete: nei pazienti con diabete la somministrazione di sertralina può influenzare il controllo glicemico. L'aumento del tono serotoninergico indotto dall'antidepressivo, infatti, sembrerebbe aumentare la secrezione e la sensibilità all'insulina. In letteratura è riportato un caso di un paziente con diabete di tipo 2, trattato con la sola dieta, andato incontro ad uno scompenso glicemico dopo assunzione di sertralina. Il dosaggio dei farmaci antidiabetici, ipoglicemizzanti orali e insulina, potrebbe richiedere quindi un aggiustamento quando somministrati in associazione a sertralina.
Gravidanza: valutare attentamente il rapporto rischio/beneficio prima di somministrare sertralina in donne in gravidanza. La depressione può arrivare a colpire fino al 20% delle donne in stato di gravidanza ed è stata associata a ritardo della crescita uterina e a basso peso alla nascita del bambino. La depressione materna non trattata può inoltre alterare il rapporto madre-neonato (scarsa capacità genitoriale). Sebbene gli studi clinici relativi all'impiego degli inibitori selettivi della ricaptazione della serotonina (SSRI) (intesi come classe terapeutica) abbiano evidenziato un basso rischio di anomalie congenite, l'analisi dei singoli farmaci ha evidenziato per la sertralina un correlazione con difetti cardiaci settali e onfalocele (mancata chiusura dell'addome). L'esposizione agli SSRI durante il terzo trimestre di gravidanza può provocare nel neonato la comparsa della sindrome da astinenza da SSRI e ipertensione polmonare persistente. I sintomi più frequenti relativi alla sindrome da astinenza includono: agitazione, irritabilità, ipo/ipertonia, iperriflessia, sonnolenza, problemi nella suzione, pianto persistente. Più raramente si sono manifestati ipoglicemia, difficoltà respiratoria, anomalie della termoregolazione, convulsioni. L'ipertensione polmonare persistente (PPHN) è una grave patologia che richiede terapia intensiva e che può indurre anomalie dello sviluppo neurologico e morte. L'incidenza è pari a 1/100 neonati esposti a SSRI nella seconda metà della gravidanza rispetto ad una incidenza di 1/1000 nati vivi nella popolazione generale. Probabilmente questa patologia è correlata ad effetti della serotonina sullo sviluppo cardiovascolare. Il passaggio transplacentare degli SSRI può provocare emorragie nel neonato. Non sono noti gli effetti dovuti all'esposizione in gravidanza agli SSRI sullo sviluppo neurocomportamentale dei bambini tuttavia ci sono evidenze di aumentato rischio di autismo e aumentata probabilità di depressione in età adolescenziale. Nelle donne in gravidanza in terapia con sertralina si raccomanda un monitoraggio ecografico fetale alla 20ª settimana per evidenziare eventuali malformazioni fetali e il monitoraggio di segni e/o sintomi riconducibili a tossicità neonatale (distress respiratorio, ittero, convulsioni, ipertensione polmonare persistente)
Allattamento: la sertralina è escreta in minima quantità nel latte materno, ma l'eventuale passaggio nel bambino allattato al seno non è stato associato a effetti tossici neonatali. La sertralina, insieme alla paroxetina, rappresenta per la classe degli inibitori selettivi della ricaptazione della serotonina (SSRI) il farmaco di prima linea nel trattamento della depressione in gravidanza
Concentrato per soluzione orale di sertralina: il concentrato per soluzione orale di sertralina contiene etanolo (12%), glicerolo e butilidrossitoluene. Il contenuto di etanolo deve essere preso in considerazione nel caso di somministrazione a pazienti con patologia epatica, alcolisti, epilettici, pazienti con trauma cerebrale o patologia cerebrale, pazienti pediatrici. Il glicerolo a dosaggi elevati può provocare cefalea, dolore addominale e diarrea. Il butilidrossitoluene può causare irritazione agli occhi, alla cute e alle mucose.

## Farmacologia

### Farmacodinamica
La sertralina è essenzialmente un inibitore del reuptake della serotonina con un'affinità per tale trasportatore di Ki=2.8 nM.
La dose terapeutica tipica (25–200 mg/die) comporta un'inibizione dell'attività del trasportatore della serotonina (SERT) del 80–90% nello striato, misurata con Tomografia ad Emissione di Positroni (PET). Tale percentuale di inibizione si ritiene sia quella necessaria per l'espletamento di effetti terapeutici. Una dose giornaliera di 9 mg è risultata sufficiente a provocare una inibizione del trasportatore del 50%.
La sertralina è anche un debole inibitore del reuptake della dopamina (60 volte meno rispetto alla capacità di inibizione sul trasportatore della serotonina) e un ancor più debole inibitore del reuptake della norepinefrina (entrambi con un'affinità <50nM); lega inoltre molto debolmente (5% della potenza con cui lega il SERT) il recettore σ1 dove sembra agire da agonista e il l'adrenorecettore α1  dove sembra agire da antagonista (con una potenza dell'1-10% rispetto a quella di inibizione del SERT). Queste proprietà sono però prive di significato clinico in termini di efficacia antidepressiva ma possono contribuire al quadro generale degli effetti collaterali.

### Farmacocinetica
La sertralina viene rapidamente assorbita per via orale e raggiunge il picco plasmatico in 4-6 ore. La sua emivita è lunga e varia notevolmente in base al genere: nelle donne è di 32 ore mentre negli uomini è in media di 22 ore. Viene metabolizzata da diverse isoforme del citocromo P450, il metabolita più importante è la desmetilsertralina che è un debole inibitore del reuptake della serotonina e quindi praticamente priva di attività farmacologica rilevante

## Commercializzazione
Dal 2005 il farmaco è disponibile come farmaco generico, venduta da svariate società farmaceutiche, sotto il nome di Sertralina (Sertralina Zentiva, Sertralina Sandoz, e numerosi altri).
Sono reperibili in commercio formulazioni in compresse da 25 mg, 50 mg e 100 mg in confezione da 15 e 30 compresse, ed in soluzione orale da 20 mg per millilitro in confezione da 60 ml.